# 太海駅
太海駅（ふとみえき）は、千葉県鴨川市太海にある、東日本旅客鉄道（JR東日本）内房線の駅である。

## 歴史
- 1924年（大正13年）7月25日：鉄道省の駅として開設[1][2]。
- 1971年（昭和46年）
  - 1月1日：貨物取扱廃止[2]。
  - 6月26日：荷物扱い廃止[2]。
- 1985年（昭和60年）
  - 3月1日：無人化[3]。
  - 6月22日：鴨川市が駅委託を開始[4]。
- 1987年（昭和62年）4月1日：国鉄分割民営化に伴い、東日本旅客鉄道（JR東日本）の駅となる[1][2]。
- 2009年（平成21年）3月14日：ICカード「Suica」の利用が可能となる[5]。東京近郊区間に組み込まれる[5]。
- 2019年（令和元年）7月1日：鴨川市による乗車券委託販売（簡易委託）の受託を解除[6]し、終日無人化[6]。
- 2022年（令和4年）12月14日：新駅舎の使用を開始[7]。

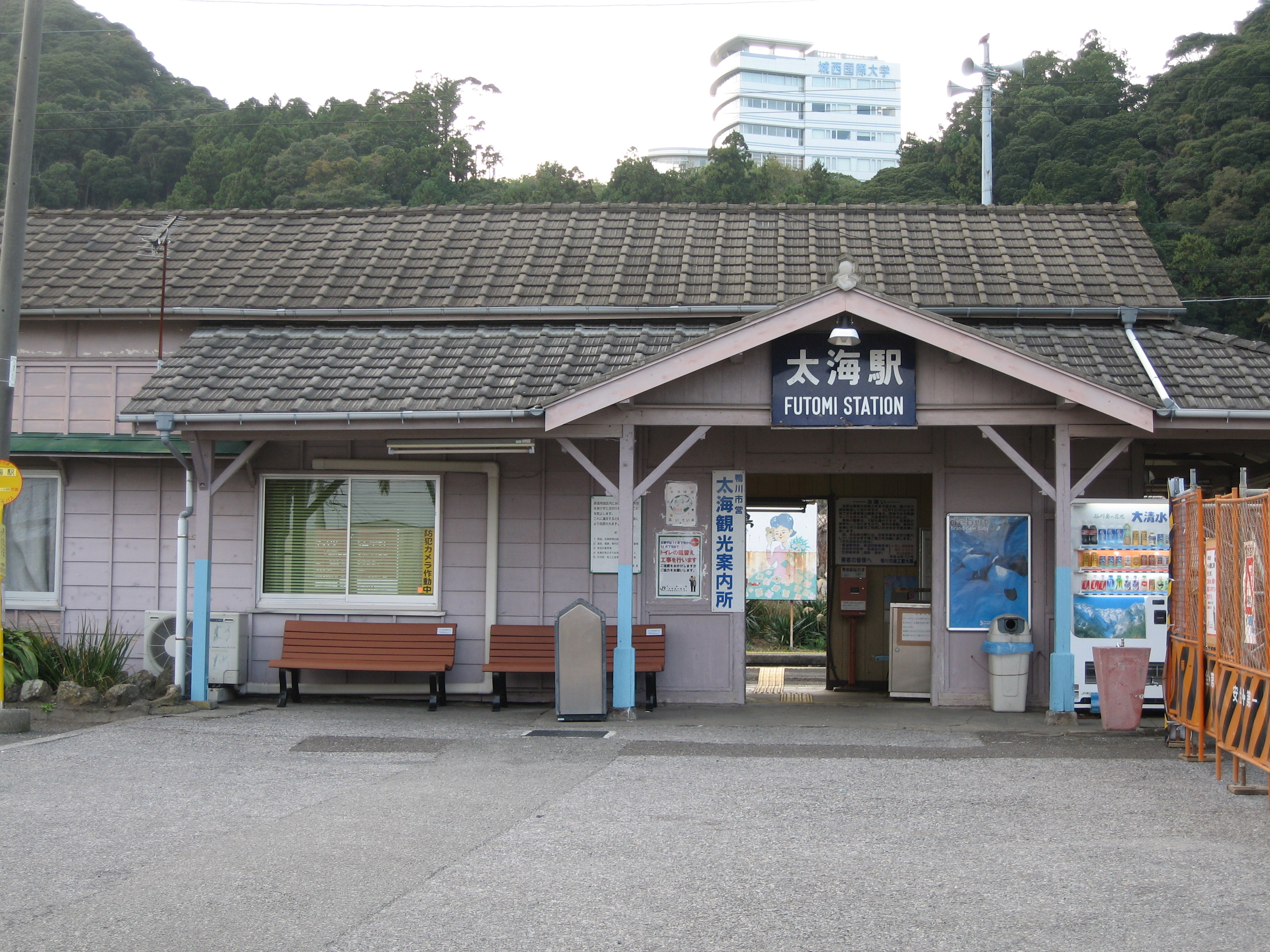
改修前の旧駅舎（2006年11月）
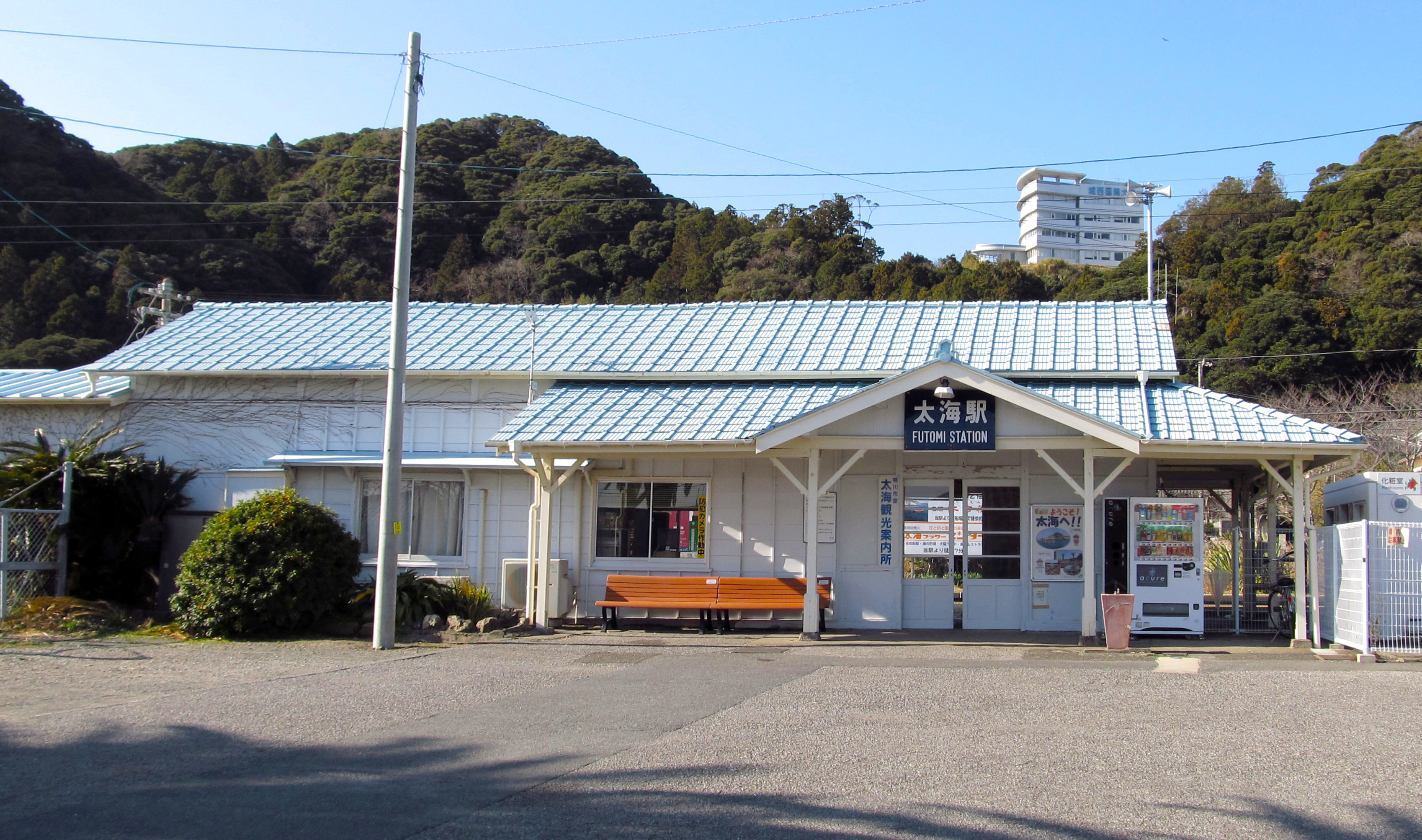
改築前の駅舎（2014年1月）
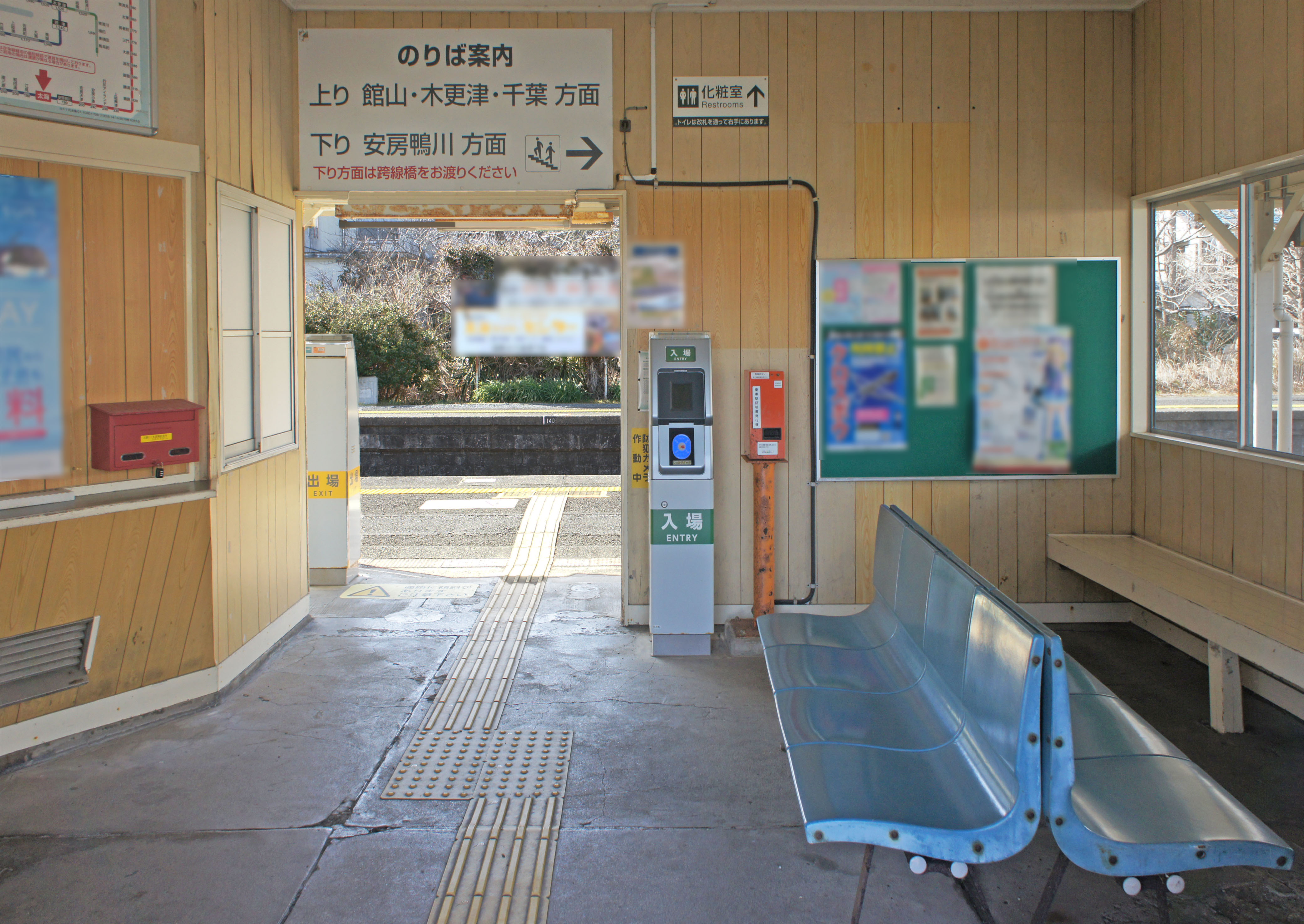
改築前の駅舎改札口（2022年2月）

## 駅構造
単式ホーム1面1線を有する地上駅である。かつては相対式ホーム2面2線を有し、互いのホームは跨線橋で連絡していたが、2024年（令和6年）3月現在は1面1線での運用である。ホームは嵩上げされていない。
旧駅舎は木造で非常に古く、全体は修繕と塗装が何度も繰返されてはいたが、老朽化のため、2022年（令和4年）3月より駅舎建替工事が実施され、同年12月14日より新駅舎が使用開始した。駅舎は自然を感じ取れることをコンセプトとし、ベンチは東京大学工学部の講義課題として、学生がコンクリート3Dプリンターを使って製作した。
茂原統括センター（安房鴨川駅）管理の無人駅で、簡易Suica改札機が設置されている。トイレは男女別水洗式。
2010年（平成22年）2月10日より外房線PRC型自動放送（路線上は内房線だが外房線CTCの管轄）が導入された。

### のりば
| 番線 | 路線    | 方向 | 行先           |
| ---- | ------- | ---- | -------------- |
| 1    | ■内房線 | 上り | 館山・千葉方面 |
| 1    | ■内房線 | 下り | 安房鴨川方面   |

- ホームは10両編成までに対応する。

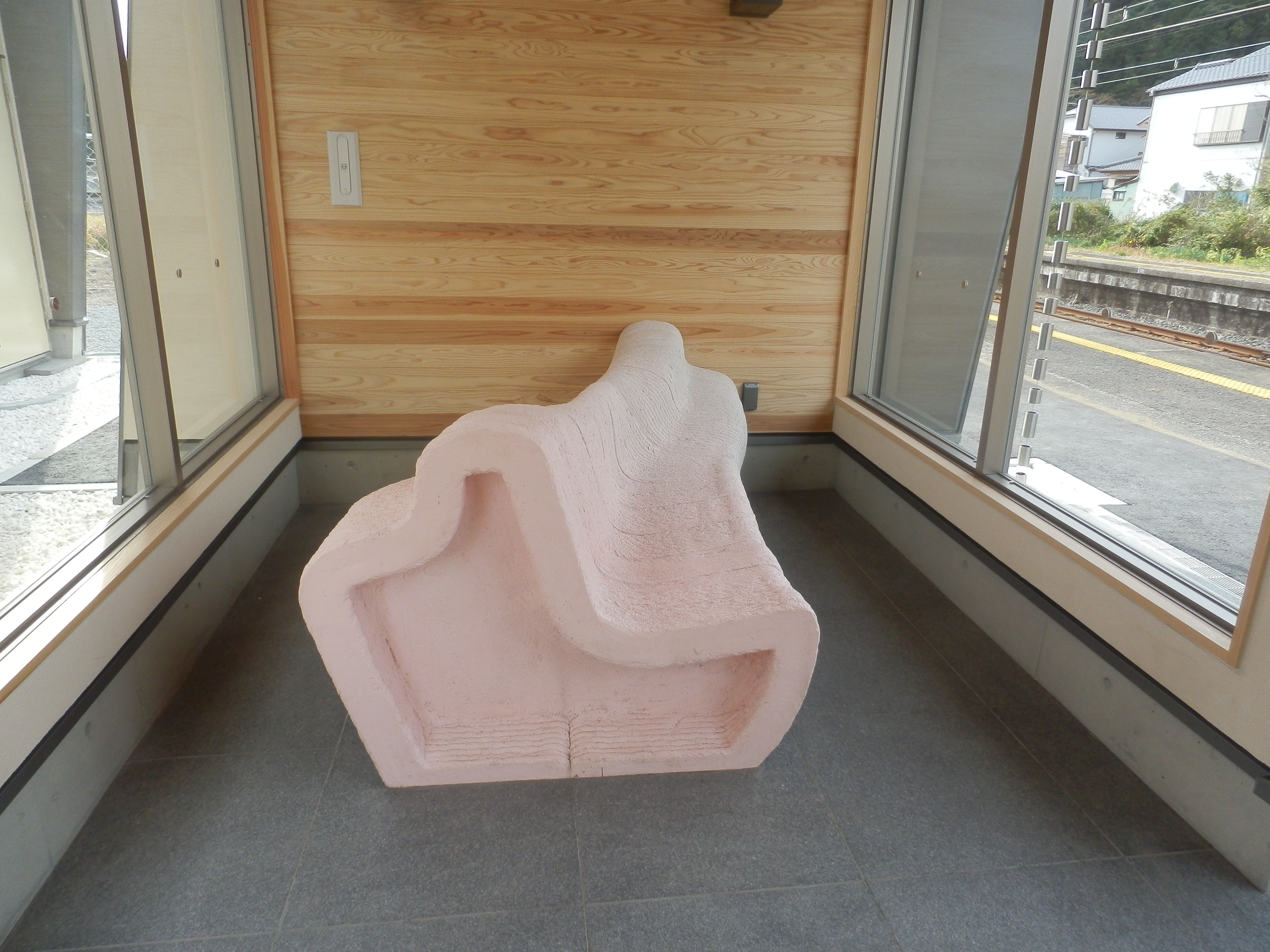
待合所（2022年12月）
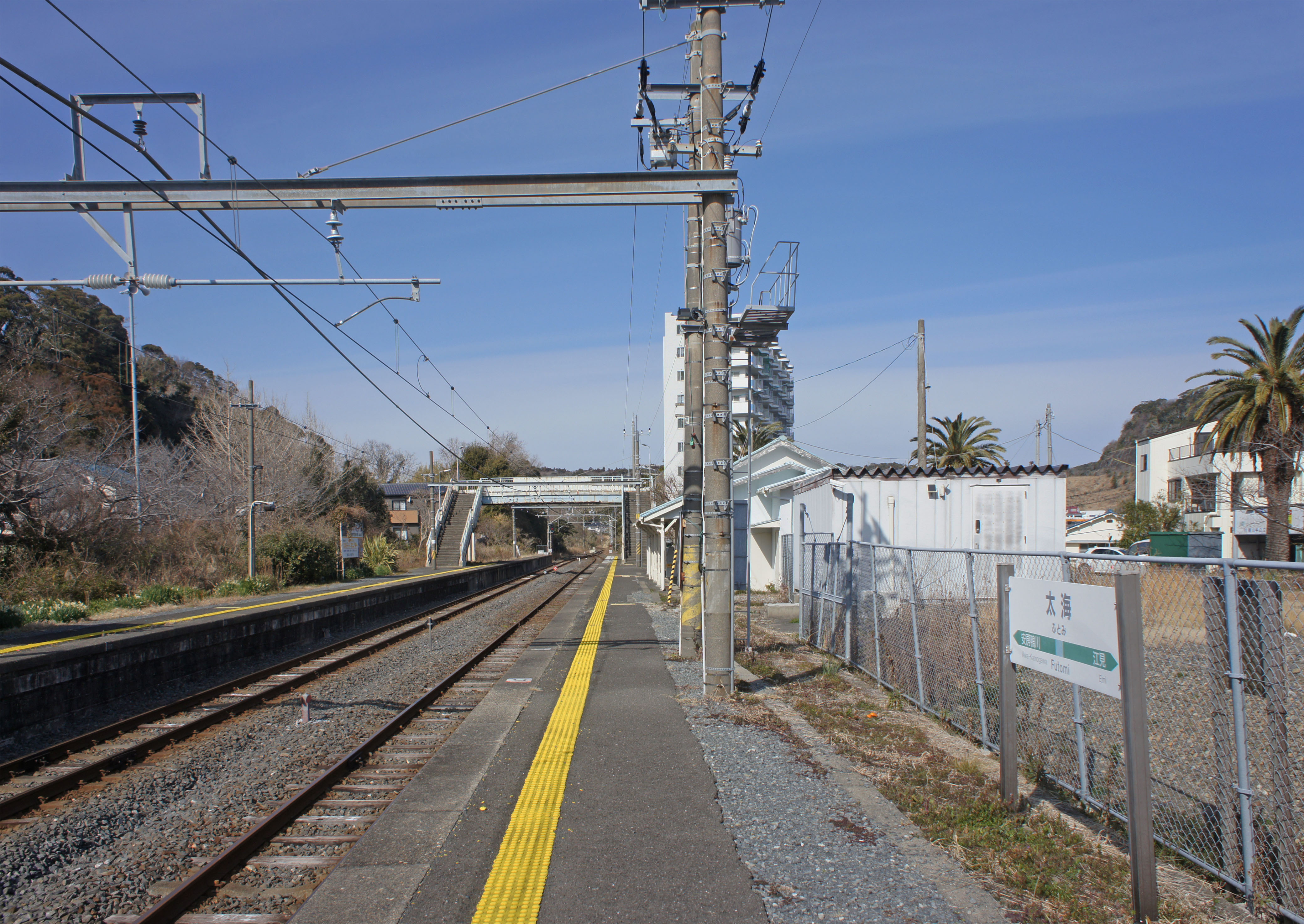
駅ホーム（2022年2月）

## 利用状況
2018年（平成30年）度の1日平均乗車人員は63人である。
JR東日本および千葉県統計年鑑によると、近年の1日平均乗車人員の推移は以下の通り。
| 年度               | 1日平均 乗車人員 | 出典     |
| ------------------ | ---------------- | -------- |
| 1990年（平成02年） | 240              | [ * 1 ]  |
| 1991年（平成03年） | 183              | [ * 2 ]  |
| 1992年（平成04年） | 193              | [ * 3 ]  |
| 1993年（平成05年） | 226              | [ * 4 ]  |
| 1994年（平成06年） | 213              | [ * 5 ]  |
| 1995年（平成07年） | 199              | [ * 6 ]  |
| 1996年（平成08年） | 146              | [ * 7 ]  |
| 1997年（平成09年） | 139              | [ * 8 ]  |
| 1998年（平成10年） | 133              | [ * 9 ]  |
| 1999年（平成11年） | 126              | [ * 10 ] |
| 2000年（平成12年） | 121              | [ * 11 ] |
| 2001年（平成13年） | 110              | [ * 12 ] |
| 2002年（平成14年） | 100              | [ * 13 ] |
| 2003年（平成15年） | 95               | [ * 14 ] |
| 2004年（平成16年） | 86               | [ * 15 ] |
| 2005年（平成17年） | 81               | [ * 16 ] |
| 2006年（平成18年） | 83               | [ * 17 ] |
| 2007年（平成19年） | 77               | [ * 18 ] |
| 2008年（平成20年） | 65               | [ * 19 ] |
| 2009年（平成21年） | 87               | [ * 20 ] |
| 2010年（平成22年） | 101              | [ * 21 ] |
| 2011年（平成23年） | 72               | [ * 22 ] |
| 2012年（平成24年） | 69               | [ * 23 ] |
| 2013年（平成25年） | 64               | [ * 24 ] |
| 2014年（平成26年） | 65               | [ * 25 ] |
| 2015年（平成27年） | 67               | [ * 26 ] |
| 2016年（平成28年） | 67               | [ * 27 ] |
| 2017年（平成29年） | 81               | [ * 28 ] |
| 2018年（平成30年） | 63               | [ * 29 ] |

## 駅周辺

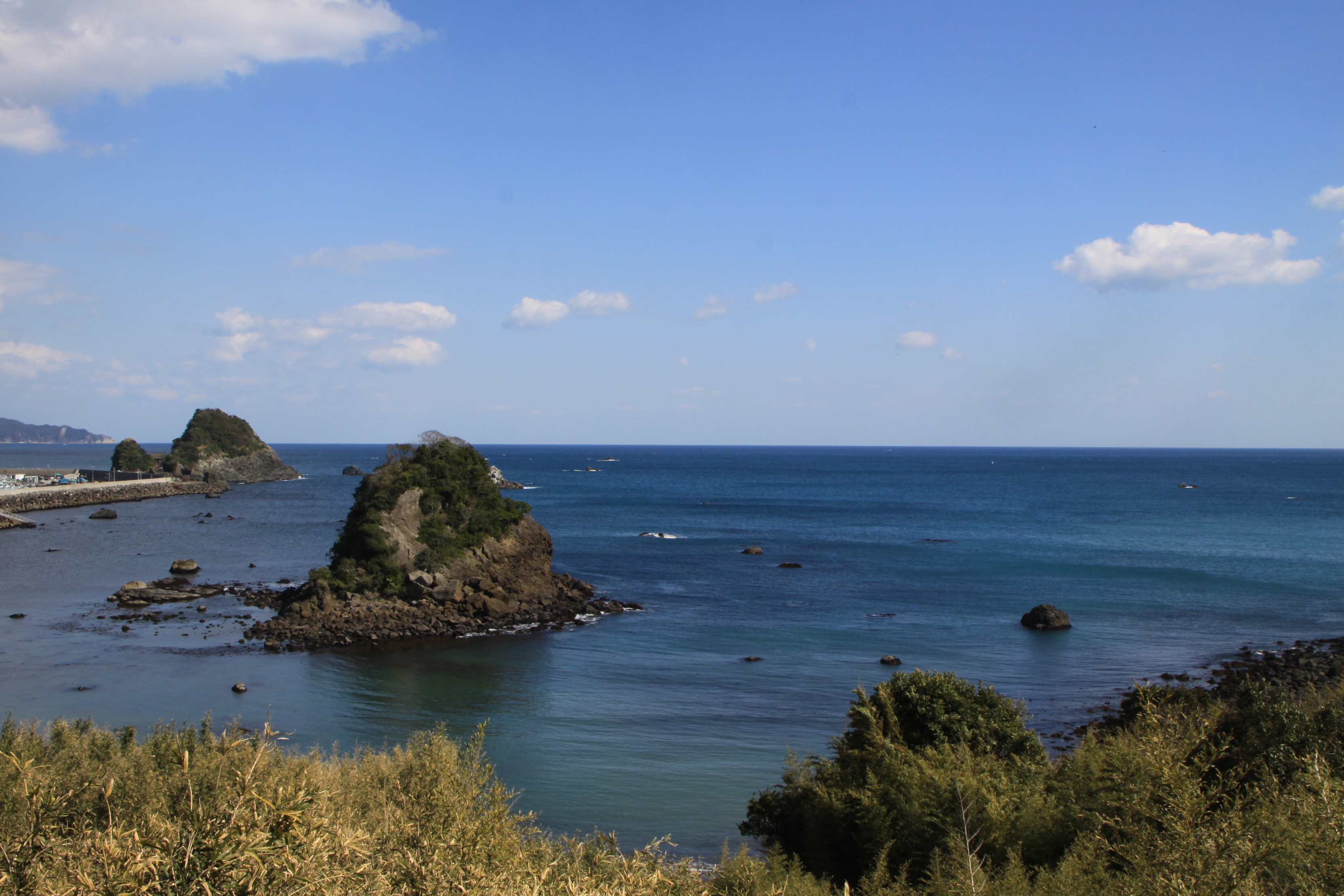
鴨川松島

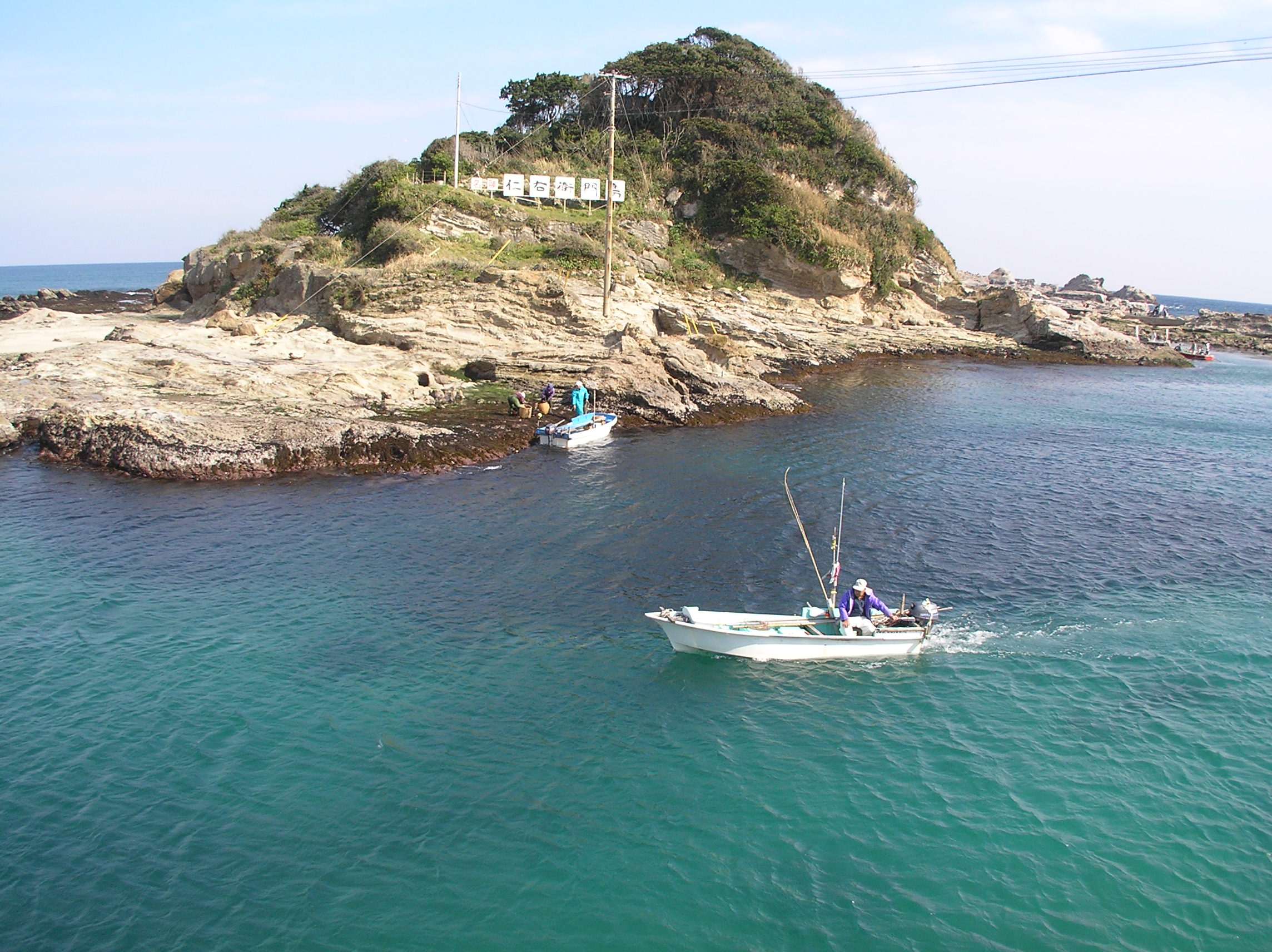
仁右衛門島

駅前広場があり、駅前は千葉県道247号浜波太港線に面し、駅入口と反対側は国道128号が通り、国道・県道沿いには中小商店や宿泊施設（鴨川温泉郷）などが点在する。仁右衛門島や鴨川松島などもあり、観光名所となっている。
- 仁右衛門島（新日本百景の一つ）
- 鴨川松島
- 鴨川温泉郷
- 太海海水浴場
- 太海漁港
- 千葉県立鴨川青年の家
- 太海郵便局
- 太海望洋の丘（太海多目的公益用地）

  - 早稲田大学鴨川セミナーハウス
  - 合併記念公園　（旧鴨川市と旧天津小湊町の合併）
- 旧水田家住宅 （車で約17分）
- 太海フラワーセンター

### バス路線
「太海駅前」停留所にて、日東交通が運行する路線バスが発着する。
- 市内線：仁右衛門島入口行 / 誕生寺入口行
- 館山線：館山駅行 / 亀田病院行

## 隣の駅
東日本旅客鉄道（JR東日本）
■内房線
江見駅 - 太海駅 - 安房鴨川駅

### 利用状況に関する出典
1. ↑  千葉県統計年鑑 - 千葉県
2. ↑  鴨川市統計書 - 鴨川市

JR東日本の2000年度以降の乗車人員
1. ↑  各駅の乗車人員（2000年度） - JR東日本
2. ↑  各駅の乗車人員（2001年度） - JR東日本
3. ↑  各駅の乗車人員（2002年度） - JR東日本
4. ↑  各駅の乗車人員（2003年度） - JR東日本
5. ↑  各駅の乗車人員（2004年度） - JR東日本
6. ↑  各駅の乗車人員（2005年度） - JR東日本
7. ↑  各駅の乗車人員（2006年度） - JR東日本
8. ↑  各駅の乗車人員（2007年度） - JR東日本
9. ↑  各駅の乗車人員（2008年度） - JR東日本
10. ↑  各駅の乗車人員（2009年度） - JR東日本
11. ↑  各駅の乗車人員（2010年度） - JR東日本
12. ↑  各駅の乗車人員（2011年度） - JR東日本
13. ↑  各駅の乗車人員（2012年度） - JR東日本
14. ↑  各駅の乗車人員（2013年度） - JR東日本
15. ↑  各駅の乗車人員（2014年度） - JR東日本
16. ↑  各駅の乗車人員（2015年度） - JR東日本
17. ↑  各駅の乗車人員（2016年度） - JR東日本
18. ↑  各駅の乗車人員（2017年度） - JR東日本
19. ↑  各駅の乗車人員（2018年度） - JR東日本

千葉県統計年鑑
1. ↑  千葉県統計年鑑（平成3年）
2. ↑  千葉県統計年鑑（平成4年）
3. ↑  千葉県統計年鑑（平成5年）
4. ↑  千葉県統計年鑑（平成6年）
5. ↑  千葉県統計年鑑（平成7年）
6. ↑  千葉県統計年鑑（平成8年）
7. ↑  千葉県統計年鑑（平成9年）
8. ↑  千葉県統計年鑑（平成10年）
9. ↑  千葉県統計年鑑（平成11年）
10. ↑  千葉県統計年鑑（平成12年）
11. ↑  千葉県統計年鑑（平成13年）
12. ↑  千葉県統計年鑑（平成14年）
13. ↑  千葉県統計年鑑（平成15年）
14. ↑  千葉県統計年鑑（平成16年）
15. ↑  千葉県統計年鑑（平成17年）
16. ↑  千葉県統計年鑑（平成18年）
17. ↑  千葉県統計年鑑（平成19年）
18. ↑  千葉県統計年鑑（平成20年）
19. ↑  千葉県統計年鑑（平成21年）
20. ↑  千葉県統計年鑑（平成22年）
21. ↑  千葉県統計年鑑（平成23年）
22. ↑  千葉県統計年鑑（平成24年）
23. ↑  千葉県統計年鑑（平成25年）
24. ↑  千葉県統計年鑑（平成26年）
25. ↑  千葉県統計年鑑（平成27年）
26. ↑  千葉県統計年鑑（平成28年）
27. ↑  千葉県統計年鑑（平成29年）
28. ↑  千葉県統計年鑑（平成30年）
29. ↑  千葉県統計年鑑（令和元年）